# 张唐铁路
张唐铁路西端始自河北省张家口市境内的京包铁路孔家庄站，经张家口市、承德市进入唐山市境内，止于曹妃甸港内的曹妃甸北站。张唐铁路现已和张集铁路、集包铁路第二双线古营盘到葫芦段、京包铁路葫芦至包头东段合并为唐包铁路。

## 线路概况
张唐铁路自京包铁路、张集铁路孔家庄站引出，途经张家口市、承德市、唐山市境内的万全县、宣化县、赤城县、丰宁县、滦平县、兴隆县、遵化市、丰润区、丰南区、滦南县、唐海县，止于曹妃甸境内。张唐铁路规划全长528千米，工程总投资400.01亿元。工程于2010年3月21日全面开工，计划工期4年半。全线共设车站17座，桥梁174座共计137公里，隧道85座共计230公里，桥隧比达65%。全线于2015年12月30日竣工通车，2016年5月14日开通部分客运（承德-丰润段），但在张唐本线上并无停靠办理客运业务的车站。

## 历史
张唐铁路在规划时又名张曹铁路（张家口-曹妃甸）。原计划于2009年开工建设。本线路设计为继大秦铁路、朔黄铁路之后第三条能源大通道的一期工程，远期可向西续建至内蒙古自治区的鄂尔多斯市，全长约1000公里，设计运输能力为2亿吨/年。
最初规划线路走向有两个方案，第一方案是西起张集铁路上的兴和站，经张家口市境内尚义县、张北县、沽源县，进入承德市丰宁县上黄旗后，与在建的虎多铁路（锡林浩特至承德）交汇，利用在建的虎多铁路至天桥，经滦平县至大屯设承德西站，向南经承德县、鹰手营子矿区、兴隆县进入唐山境内，终点至曹妃甸港。线路全长662公里，总投资397亿元。因线路走向偏向北方，故又被称为北线方案。第二方案为南线方案，即最终被采用的线路走向方案。
2008年12月，河北省发展与改革委员会下发《关于调整〈河北省“十一五”铁路发展规划〉重点项目的通知》，张唐铁路等11个铁路建设项目增列其中。2009年3月完成线路的调绘、像控、初测、定测等工作，开始组织专家评审，7月，张唐铁路项目建议书获得国家发改委的批复，项目总投资当时估算383.8亿元。2009年12月27日，张唐铁路承德段建设动员大会召开，并举行了承德段的奠基仪式。
2015年12月30日，张唐铁路全线开通。